# Č

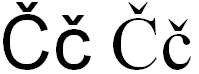
الحرف Č

Č أو č هو حرف لاتيني يشبه في طريقة كتابته طريقة كتابة حرف C لكن بإضافة Caron في أعلى الحرف، يلفظ هذا الحرف عادة بطريقة لفظ صوت لحرف ساكن وهو [tʃ] أو بالعربية «تش» بتسكين حرف الشين، أو كلفظ حرف چ، يكتب هذا الحرف بترميز ينيكود: U+010C للحرف الكبير وU+010D للحرف الصغير.

## أصل الحرف
ظهر هذا الحرف في القرن الخامس عشر في اللغة التشيكية ضمن إصلاحات Jan Hus، وقد أستخدم هذا الحرف أيضا في اللغة الكرواتية عام 1830م من قبل Ljudevit Gaj، وقد أستخدم هذا الحرف أيضا في اللغة السلوفاكية، والسلوفانية.

## اللغات التي تستعمل هذا الحرف
يستخدم هذا الحرف في عدة لغات وهي: التشيكية، الكرواتية، السلوفانية، البوسنية، والصربية، والمقدونية. وفي جميع هذه اللغات يلفظ [tʃ]، أو ما يقابله بالأبجدية السيريلية حرف Ч، أو ما يقابله بالأسبانية الحرفين المركبين Ch، ويستخدم هذا الحرف أيضا في لغات البلطيق، ولغات ليتوانيا ولاتفيا ويلفظ أيضا [tʃ].